# مورگاه بابامنیر
مورگاه بابامنیر، روستایی از توابع بخش دشمن‌زیاری شهرستان ممسنی در استان فارس ایران است.

## جمعیت
این روستا در دهستان دشمن‌زیاری قرار دارد و براساس سرشماری مرکز آمار ایران در سال ۱۳۸۵، جمعیت آن زیر سه خانوار بوده‌است.